# Alta commissione inter-alleata della Renania
L’Alta commissione inter-alleata della Renania venne creata dal trattato di Versailles il 28 giugno 1919, per supervisionare l'occupazione della Renania e "assicurare, con ogni mezzo, la sicurezza e la soddisfazione di tutte le esigenze degli eserciti di occupazione". Nacque il 10 gennaio 1920, quando il trattato entrò in vigore. Aveva sede a Coblenza.

## Membri dell'Alta commissione

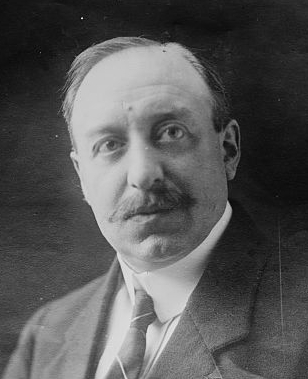
Paul Tirard, presidente dell'IARHC

Presidente dell'Alta commissione inter-alleata della Renania (a Coblenza)
- 1919 - 1930 Paul Tirard (Francia)

Alti Commissari:
- Pierrepont Noyes (Stati Uniti) (1919 - maggio 1920)
- Henry Tureman Allen (Stati Uniti) (maggio 1920 - 24 gennaio 1923)
- Professore Rolin Jacquemyns (Belgio)
- Sir Harold Stuart (Gran Bretagna) (1919 - 16 dicembre 1920)
- Victor Hay, XXI conte di Erroll (Gran Bretagna) (16 dicembre 1920 - maggio 1928)
- William Seeds (Gran Bretagna) (maggio 1928 - 12 dicembre 1929)

Senza diritto di voto di cooptazione
- Karl von Starck (1919 - 1921)
- Principe Hermann von Hatzfeld-Wildenburg (1921 - 1923)

Presidenti della Commissione di controllo militare inter-alleata (per la Germania, dopo il 1922)
- 1919 - 1924 Charles Marie Edouard Nollet (Francia)
- 1924 - 1927 Camille Welch (Francia)

## Strumento giuridico della Commissione
La Parte XIV, Sezione i del trattato di Versailles stipulava:
Articolo 428
A garanzia dell'esecuzione del presente trattato da parte della Germania, il territorio tedesco, situato a ovest del Reno, insieme con le teste di ponte, sarà occupato dagli Alleati e le truppe associate per un periodo di quindici anni dalla data di entrata in vigore del presente trattato.
Articolo 429
Se le condizioni del presente trattato saranno fedelmente effettuate dalla Germania, l'occupazione di cui all'articolo 428 viene successivamente limitata come segue:
(i) Al termine di cinque anni verranno evacuati: la testa di ponte di Colonia e i territori a nord della linea che corre lungo la Ruhr, poi lungo la ferrovia di Jülich, Düren Euskirchen, Rheinbach, quindi lungo la strada di Rheinbach a Sinzig, e raggiungendo il Reno alla confluenza con l'Ahr; le strade, le ferrovie e i luoghi di cui sopra saranno esclusi dalla zona evacuata.
(ii) Al termine di dieci anni verranno evacuati: la testa di ponte di Coblenza e i territori a nord di una linea tratta dall'intersezione tra le frontiere di Belgio, Germania e Olanda, correndo da 4 km a sud di Aquisgrana, quindi di seguito alla cresta di Forst Gemünd, poi a est della ferrovia della valle dell'Urft, poi lungo Blankenheim, Waldorf, Dreis, Ulmen e dopo la Mosella da Bremm a Nehren, quindi passando per Kappel e Simmern, quindi seguendo il crinale delle alture tra Simmern e il Reno e il raggiungimento di questo fiume a Bacharach; tutti i luoghi, le valli, le strade e le ferrovie summenzionati saranno esclusi dalla zona evacuata.
(iii) Alla scadenza di quindici anni saranno evacuati: la testa di ponte di Magonza, la testa di ponte di Kehl e il resto del territorio tedesco sotto occupazione.
Se entro tale data le garanzie contro un'aggressione immotivata da parte della Germania non saranno considerate sufficienti dai governi alleati e associati, l'evacuazione delle truppe di occupazione potrà essere ritardata in quanto ritenuto necessaria al fine di ottenere le garanzie necessarie.
Articolo 430
Nel caso in cui, sia durante l'occupazione sia dopo la scadenza dei quindici anni di cui sopra, la Commissione delle riparazioni constata che la Germania si rifiuta di osservare tutti o parte dei suoi obblighi derivanti dal presente trattato per quanto riguarda il risarcimento, tutte o parte delle aree specificate all'articolo 429 saranno rioccupate immediatamente dalle forze alleate e associate.
Articolo 431
Se prima della scadenza del periodo di quindici anni la Germania è conforme a tutte le richieste derivanti dal presente trattato, le forze di occupazione saranno ritirate immediatamente.